# فريدريك ووكر
فريدريك ووكر (بالإنجليزية: Frederic John Walker)‏ (3 يونيو 1896 بليموث المملكة المتحدة - 9 يوليو 1944 ليفربول المملكة المتحدة) هو عسكري بريطاني شارك في الحرب العالمية الأولى والحرب العالمية الثانية.